# Doulo
Doulo (ou Dolo, Dula, Dulo, Doullo) est à la fois un village et un groupement (parfois appelé canton) de la commune de Mora, située dans la région de l'Extrême-Nord et le département du Mayo-Sava.

## Géographie
Doulo est situé non loin de la frontière avec le Nigeria, à 10 km à l'Est de Mora.
Le canton est irrigué par le mayo Doulo-Mahoula, le mayo Mtchelyé et le mayo Sava.
La zone, boisée par une forêt communautaire replantée par l'État, est appelée le « Sahel vert ». Elle pâtit des coupes clandestines régulières et des feux de brousse,.

## Population
En 1967, la population du village seul de Doulo était estimée à 474 habitants. Le canton comptait lui 3 199 habitants pour une densité de 79 habitant/km²
Lors du recensement de 2005, le canton comptait 8 579 habitants et le village de Doulo lui-même comptait 1 403 habitants dont 678 hommes et 725 femmes.

## Structure administrative du canton
Outre Doulo proprement dit, le groupement comprend les villages suivants:
- Balla Matcha
- Blakessa
- Ganaï
- Gardawatchi Hilagué
- Goumouldi
- Guembele
- Igawa
- Kachimri Maloum
- Kriza Ousmane
- Moundou Idouar
- Talatchetti
- Tayere
- Wedve

## Économie
La route de Doulo abrite une carrière de latérite qui demeure sous-exploitée. Par ailleurs quelques exploitations anarchiques de pierres existent mais cette économie reste anecdotique.
Doulo fait partie des 16 localités de la commune de Mora qui sont électrifiées.
Une partie de la zone (environ 40 km2) est relativement propice à l'agriculture grâce à l'alimentation hydrique des mayos sava et mtchélyé. On trouve à leurs abords des sols limoneux et argileux. En revanche, les sols férigineux sableux entre Doulo et Sarawouorda et les zones granitiques au sud offrent moins de possibilités.

## Ethnies et langues
On trouve à Doulo des populations Mandara, Mada, Podoko, Mora, Arabe, Matakam, Gamergou, Bornouan, Mouktélé, Ouldémé et Banana.
Pour tous les massifs de la région, des initiatives administratives ont été mises en place au cours du XXe siècle pour pousser les montagnards à descendre dans les plaines moins arides. Ces initiatives infructueuses n'ont presque pas changé la nature des peuplements. Dans la région de Doulo-Ganay ont été tentés sans succès l'instauration de zones d'accueil appelées casiers de colonisation, sous une formule plus souple que celle tentée auparavant à Haïssa-Hardé.
La zone étant multiethniques, les populations sont souvent polyglottes. À Doulo, on compte des locuteurs wandala et kanuri. Ces langues peuvent être des langues secondes par bilinguisme de contact, c'est-à-dire par la coexistence avec des locuteurs natifs. Le fulfulde, en revanche, est une langue seconde de type vehiculaire, c'est-à-dire par usage, même sans présence de locuteurs natifs dans le village.

## Boko Haram
Doulo est un village qui a été éprouvé par les attaques de Boko Haram.
Dans la nuit du mercredi 21 au jeudi 22 octobre 2015, au moins 15 personnes, toutes civiles, ont été tuées. Le groupe armé a encerclé le village et incendié les maisons. Les forces de défense camerounaises n'ont pu intervenir qu'une fois que les attaquants s'étaient déjà repliés sur le base nigériane. Les villageois se sont enfuis vers Maroua.
Le 3 septembre 2017, un homme est égorgé à Doulo.

## Histoire et tourisme
Le site de Doulo-Igzawa constitue l'une des deux plus anciennes occupations postnéolithiques régionales identifiées.
Doulo est aussi la ville des Mavo ou Mowo. Ces derniers y détenaient le pouvoir, avant de devenir les grands ritualistes des rois maya au XVe siècle.
Doulo est connu pour être l'ancien village des Mandaras à l'ère de Rabbah, la capitale du royaume de Mandara (ou Wandala).
En 1810, Modibbo Adama, de Yola, à la tête d’une coalition peule, prend Doulo, alors capitale du Wandala.